# Liev Schreiber
Isaac Liev Schreiber (San Francisco, California, 4 de octubre de 1967) es un actor, director, guionista y productor estadounidense de ascendencia alemana y judía.
Cuenta con seis nominaciones individuales a los premios Globo de Oro y Emmy. Debutó en cines en 1994 con la película Mixed Nuts; también trabajó en la trilogía de Scream, Ramson, Hamlet, El Huracán, Kate y Leopold, The Manchurian Candidate, La profecía, El velo pintado, El amor en los tiempos del cólera, Defiance, X-Men Origins: Wolverine, Repo Men y Salt.
Este actor, que ha participado en varias películas estadounidenses, dirigió la película Everything is illuminated (2005), que destaca por su modo narrativo tanto en lo visual como en lo sonoro.[cita requerida] En 2010 coprotagonizó la película Salt junto con Angelina Jolie, y desde 2013 protagoniza la serie de televisión Ray Donovan.
Fue pareja sentimental de la actriz británica Naomi Watts, con la que ha tenido dos hijos: Alexander "Sasha" Peter (2007) y Kai (2008). En septiembre de 2016 anunciaron su separación después de 11 años juntos.
Luego mantuvo una relación con Taylor Neisen, con la que tiene una hija: Hazel Bee (2023). 
Su hermano por parte de padre es el también actor Pablo Schreiber.

## Filmografía
| Año       | Película                            | Papel                                    | Comentario |
| --------- | ----------------------------------- | ---------------------------------------- | --- |
| 1994      | Mixed Nuts                          | Chris                                    | |
| 1995      | Denise Calls Up                     | Jerry Heckerman                          | |
| 1995      | Mad Love                            | Salesman                                 | |
| 1995      | Party Girl                          | Nigel                                    | |
| 1995      | Buffalo Girls                       | Ogden                                    | (serie de televisión) |
| 1996      | The Daytrippers                     | Carl Petrovic                            | Nominado — Premio Chlotrudis al mejor actor secundario |
| 1996      | Walking and Talking                 | Andrew                                   | |
| 1996      | Big Night                           | Leo                                      | |
| 1996      | Scream                              | Cotton Weary                             | Cameo |
| 1996      | Rescate                             | Clark Barnes                             | |
| 1997      | His and Hers                        | Glenn                                    | |
| 1997      | Scream 2                            | Cotton Weary                             | principal |
| 1998      | Phantoms                            | Ayudante del sheriff Stuart 'Stu' Wargle | |
| 1998      | Esfera                              | Ted Fielding                             | |
| 1998      | Twilight                            | Jeff Willis                              | |
| 1998      | Desert Blue                         | Mickey Moonday                           | Voice |
| 1998      | Since You've Been Gone              | Fred Linderhoff                          | |
| 1999      | A Walk on the Moon                  | Marty Kantrowitz                         | Nominado — Premio Chlotrudis al mejor actor secundario |
| 1999      | Jakob the Liar                      | Mischa                                   | |
| 1999      | The Hurricane                       | Sam Chaiton                              | |
| 1999      | Spring Forward                      | Paul                                     | |
| 1999      | RKO 281                             | Orson Welles                             | (mini-serie de televisión) Nominado — Golden Globe al mejor actor de una serie de televisión Nominado — Primetime Emmy Award al mejor actor en una serie de televisión |
| 2000      | Hamlet                              | Laertes                                  | |
| 2000      | Scream 3                            | Cotton Weary                             | cameo |
| 2001      | Kate & Leopold                      | Stuart Besser                            | |
| 2002      | The Sum of All Fears                | John Clark                               | |
| 2003      | Hitler: The Rise of Evil            | Ernst Hanfstaengl                        | (mini-serie de televisión) |
| 2003      | Spinning Boris                      | Joe Shumate                              | |
| 2004      | The Manchurian Candidate            | Congresista Raymond Prentiss Shaw        | Nominado — Saturn Award for Best Supporting Actor |
| 2006      | Lackawanna Blues                    | Ulysses Ford                             | Telefilme |
| 2006      | The Omen                            | Robert Thorn                             | |
| 2006      | The Painted Veil                    | Charles Townsend                         | |
| 2007      | CSI: Crime Scene Investigation      | Michael Keppler                          | (serie de televisión) Episodes:"Law of Gravity","Meet Market","Redrum","Sweet Jane" |
| 2007      | The Ten                             | Ray Johnson                              | |
| 2007      | El amor en los tiempos del cólera   | Lotario Thurgot                          | |
| 2008      | Independent Lens                    | William Kunstler                         | (serie de televisión) |
| 2008      | Defiance                            | Zus Bielski                              | |
| 2009      | X-Men Origins: Wolverine            | Victor Creed/Sabretooth                  | Nominado — MTV Movie Award por el mejor combate (junto con Hugh Jackman y Ryan Reynolds) Nominado — People's Choice Award por el equipo favorito en la pantalla (junto con Hugh Jackman et al.) Nominado — Teen Choice Award al mejor villano Nominado — Teen Choice Award por el mejor gruñido (junto con Hugh Jackman) |
| 2009      | Taking Woodstock                    | Vilma                                    | |
| 2009      | Every Day                           | Ned                                      | |
| 2010      | Repo Men                            | Frank                                    | |
| 2010      | Salt                                | Ted Winter                               | |
| 2011      | Goon                                | Doug Ross "The Boss" Rhea                | |
| 2012      | The Reluctant Fundamentalist        | Bobby Lincoln                            | |
| 2013      | Jack                                | Jack                                     | |
| 2013      | Movie 43                            | Robert Miller                            | |
| 2013      | Last days on Mars                   | astronauta Vincent Campbell              | |
| 2013-2020 | Ray Donovan                         | Ray Donovan                              | serie de televisión |
| 2014      | Pawn Sacrifice                      | Boris Spassky                            | |
| 2015      | BoJack Horseman                     | Copernicus                               | Serie de televisión Episodio: "Out to Sea" |
| 2015      | Spotlight                           | Marty Baron                              | |
| 2015      | Creed                               | HBO 24 / 7 Narrador                      | |
| 2016      | La quinta ola                       | Comandante Alexander Vosch               | |
| 2016      | The Bleeder                         | Chuck Wepner                             | |
| 2017      | Goon 2: Last of the Enforces        | Ross (El Jefe) Rhea                      | |
| 2017      | My Little Pony: La Película         | Storm King                               | Voz |
| 2018      | Spider-Man: Un nuevo universo       | Kingpin                                  | Voz |
| 2018      | Isla de perros                      | Spots                                    | Voz |
| 2021      | La Abeja Maya 3: El Orbe Dorado     | El rey de la tormenta                    | Voz |
| 2021      | Across the river and into the trees | Colonel Richard Cantwell                 | |
| 2023      | Asteroid City                       | J.J. Kellogg                             | |
| 2024      | The Perfect Couple                  | Tag Winbury                              | Serie de Netflix |

## Premios y nominaciones
| Premios Globos de Oro | Premios Globos de Oro               | Premios Globos de Oro | Premios Globos de Oro | Premios Globos de Oro |
| Año                   | Categoría                           | Trabajo Nominado      | Resultado             | Ref.                  |
| --------------------- | ----------------------------------- | --------------------- | --------------------- | --------------------- |
| 2000                  | Mejor actor - Miniserie o telefilme | RKO 281               | Nominado              | [ 3 ]                 |
| 2014                  | Mejor actor - Serie dramática       | Ray Donovan           | Nominado              | [ 3 ]                 |
| 2015                  | Mejor actor - Serie dramática       | Ray Donovan           | Nominado              | [ 3 ]                 |
| 2016                  | Mejor actor - Serie dramática       | Ray Donovan           | Nominado              | [ 3 ]                 |
| 2017                  | Mejor actor - Serie dramática       | Ray Donovan           | Nominado              | [ 3 ]                 |
| 2018                  | Mejor actor - Serie dramática       | Ray Donovan           | Nominado              | [ 3 ]                 |

| Premios Primetime Emmy | Premios Primetime Emmy              | Premios Primetime Emmy      | Premios Primetime Emmy | Premios Primetime Emmy |
| Año                    | Categoría                           | Trabajo Nominado            | Resultado              | Ref.                   |
| ---------------------- | ----------------------------------- | --------------------------- | ---------------------- | ---------------------- |
| 2000                   | Mejor actor - Miniserie o telefilme | RKO 281                     | Nominado               | [ 4 ]                  |
| 2015                   | Mejor actor - Serie dramática       | Ray Donovan                 | Nominado               | [ 4 ]                  |
| 2016                   | Mejor actor - Serie dramática       | Ray Donovan                 | Nominado               | [ 4 ]                  |
| 2017                   | Mejor narrador                      | Muhammad Ali: Only One      | Nominado               | [ 4 ]                  |
| 2017                   | Mejor narrador                      | UConn: The March To Madness | Nominado               | [ 4 ]                  |
| 2017                   | Mejor actor - Serie dramática       | Ray Donovan                 | Nominado               | [ 4 ]                  |

| Premios del Sindicato de Actores | Premios del Sindicato de Actores | Premios del Sindicato de Actores | Premios del Sindicato de Actores | Premios del Sindicato de Actores |
| Año                              | Categoría                        | Trabajo Nominado                 | Resultado                        | Ref.                             |
| -------------------------------- | -------------------------------- | -------------------------------- | -------------------------------- | -------------------------------- |
| 2014                             | Mejor reparto                    | The Butler                       | Nominado                         | [ 5 ]                            |
| 2016                             | Mejor reparto                    | Spotlight                        | Ganador                          | [ 6 ]                            |